# Sonata de Pascua

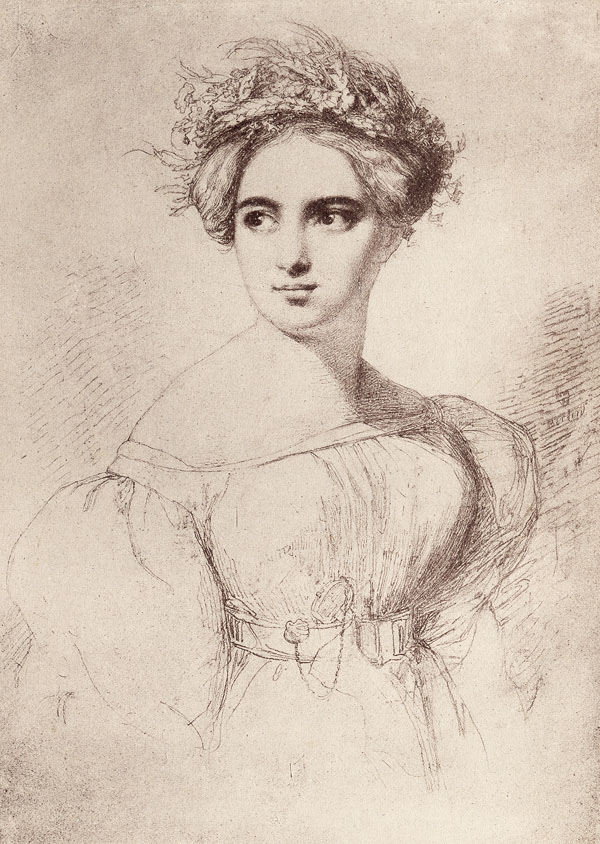
Fanny Mendelssohn hacia 1829, año en que compuso la sonata. Pintada por su marido Wilhelm Hensel.

La Sonata de Pascua (en alemán: Ostersonate) es una sonata para piano en la mayor, compuesta por Fanny Mendelssohn. Fue la segunda sonata que compuso y la completó en 1828. Estuvo perdida durante 150 años y cuando fue encontrada se atribuyó su autoría a su hermano Felix, antes de finalmente ser reconocida como suya. Se estrenó en su nombre el 7 de septiembre de 2012, interpretada por Andrea Lam. Sofya Gulyak la representó por segunda vez el 8 de marzo de 2017 para BBC Radio 3.

## Historia
Durante la mayor parte de su vida, las obras de Fanny Mendelssohn permanecieron inéditas. Algunas fueron publicadas bajo el nombre de su hermano, con su conocimiento y consentimiento. La Sonata de Pascua no se publicó, pero se menciona como obra suya en su diario y en las cartas escritas a los miembros de su familia en 1829.
Encontraron el manuscrito, que está firmado «F. Mendelssohn», en Francia en 1970 y Éric Heidsieck grabó la pieza por primera vez en 1972, atribuida a Felix Mendelssohn. Algunos musicólogos sugirieron que la pieza podría ser de Fanny, pero la mayoría no consideró seriamente la propuesta debido a la falta de un manuscrito autógrafo conocido. En 2010, Angela Mace Christian eximinó el manuscrito, verificó que estaba escrito a mano por Fanny Mendelssohn y determinó que había sido cortado de su libro de composiciones.

## Música
La sonata representa la Pasión de Cristo y el segundo movimiento contiene una «fuga eclesiástica». El «Finale» expresa el momento de la muerte de Cristo cuando el telón del Templo se rasga y termina con una fantasía en la melodía coral «Christe, du Lamm Gottes» (Cristo, Cordero de Dios).